# Sandholmen (Sveio)
Ne doit pas être confondu avec Sandholmen.
Sandholmen est une île norvégienne dans le landskap Sunnhordland du comté de Vestland. Elle appartient administrativement à Sveio.

## Géographie
Rocheuse et désertique, à fleur d'eau, elle s'étend sur environ 199 m de longueur pour une largeur approximative de 156 m. 